# Dniepropetrowska Obwodowa Administracja Państwowa

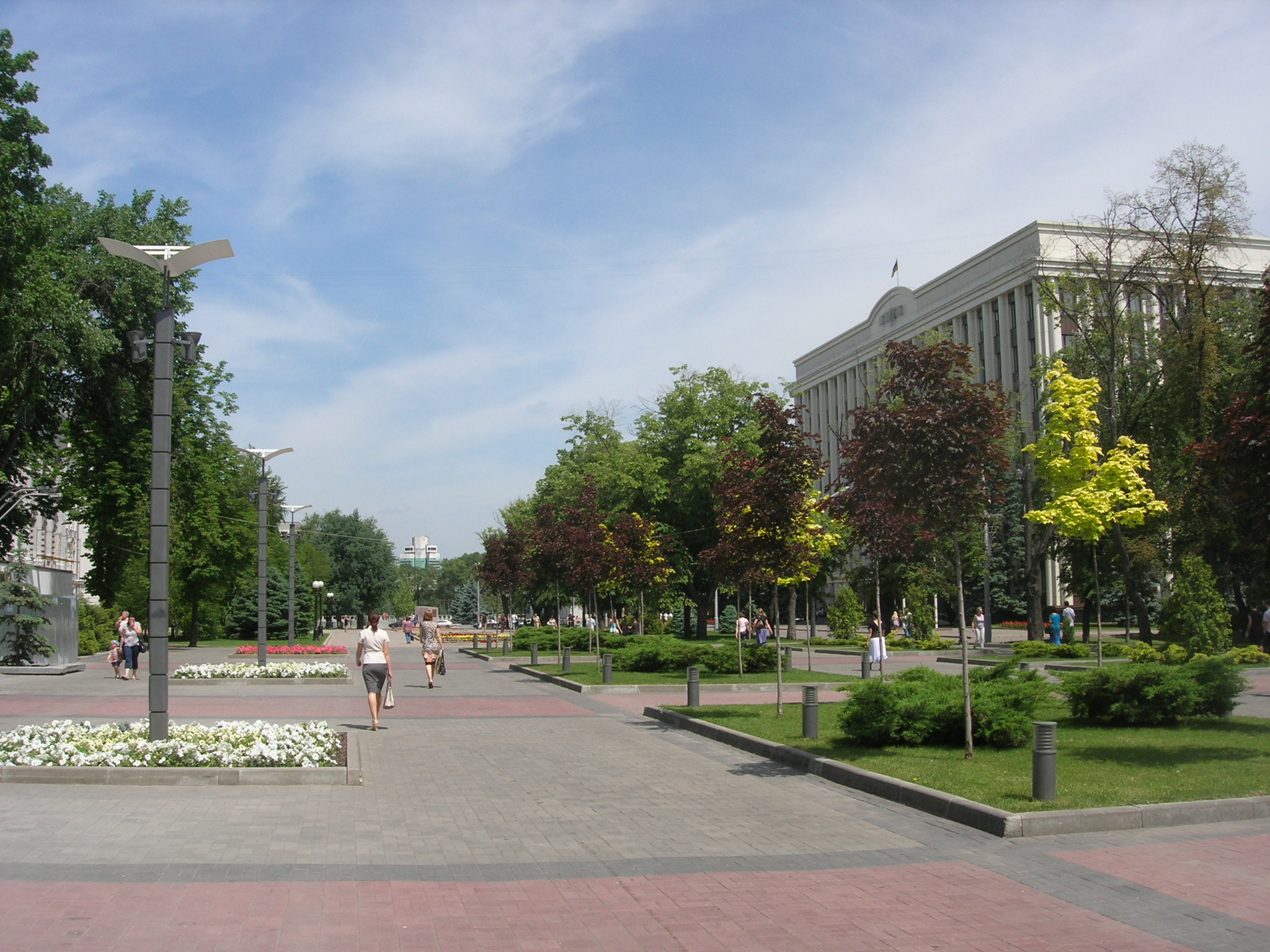
Budynek Administracji Państwowej Obwodu Dniepropetrowskiego

Dniepropetrowska Obwodowa Administracja Państwowa – obwodowa administracja państwowa (ODA), działająca w obwodzie dniepropetrowskim Ukrainy.

## Przewodniczący ODA
- Pawło Łazarenko (przedstawiciel prezydenta, od 23 marca 1992 do 27 lutego 1995)
- Mykoła Derkacz (p.o., od 25 lipca 1995 do 8 sierpnia 1996)
- Mykoła Derkacz (od 8 sierpnia 1996 do 3 września 1997)
- Wiktor Zabara (od 3 września 1997 do 10 kwietnia 1998)
- Ołeksandr Mihdiejew (od 10 kwietnia 1998 do 27 kwietnia 1999)
- Mykoła Szweć (od 27 kwietnia 1999 do 30 lipca 2003)
- Wołodymyr Jacuba (od 30 lipca 2003 do 30 grudnia 2004)
- Serhij Kasjanow (od 4 lutego do 4 marca 2005)
- Jurij Jechanurow (od 1 kwietnia 2005 do 22 września 2005)
- Nadija Diejewa (od 11 listopada 2005 do 3 września 2007)
- Wiktor Bondar (p.o., od 3 września do 10 grudnia 2007)
- Witalij Bondar (od 10 grudnia 2007 do 4 lutego 2010)
- Ołeksandr Wiłkuł (od 18 marca 2010 do 24 grudnia 2012)
- Dmytro Kolesnikow (od 24 grudnia 2012 do 2 marca 2014)
- Ihor Kołomojski (od 2 marca 2014 do 25 marca 2015)
- Wałentyn Rezniczenko (od 25 marca 2015 do 27 czerwca 2019)
- Dmytro Batura (p.o., od 27 czerwca 2019 do 13 września 2019)
- Ołeksandr Bondarenko (od 13 września 2019 do 10 grudnia 2020)
- Wałentyn Rezniczenko (od 10 grudnia 2020 do 24 stycznia 2023)
- Wołodymyr Orłow (p.o., od 24 stycznia 2023)